# Olympische Jugend-Sommerspiele 2018/Teilnehmer (Hongkong)
| Gelbes Symbol für Goldmedaillen mit stilisierten Olympischen Ringen | Graues Symbol für Silbermedaillen mit stilisierten Olympischen Ringen | Braundes Symbol für Bronzemedaillen mit stilisierten Olympischen Ringen |
| ------------------------------------------------------------------- | --------------------------------------------------------------------- | ----------------------------------------------------------------------- |
| —                                                                   | 1                                                                     | 1                                                                       |

Die Jugend-Olympiamannschaft aus Hongkong für die III. Olympischen Jugend-Sommerspiele vom 6. bis 18. Oktober 2018 in Buenos Aires (Argentinien) bestand aus 25 Athleten.

## Athleten nach Sportarten

### Beachhandball
Mädchen
- 10. Platz
- Man Cheuk Lam
- Kwok Tsztung
- Yok Tsz Tung
- So Hoi Kiu
- Hung Sin Yu
- Chong Sze Ki
- Li Lok Yee
- Cho Hoi Ching
- Hui Ching Lam

### Fechten
| Mädchen - Christelle Ko Florett Einzel: 7. Platz - Kaylin Hsieh Degen Einzel: Silber Mixed: Silber (im Team Asien-Ozeanien 1) - Ma Ho Chee Säbel Einzel: 9. Platz Mixed: 5. Platz (im Team Asien-Ozeanien 2) | Jungen - Chan Pak Hei Florett Einzel: 8. Platz Mixed: 5. Platz (im Team Asien-Ozeanien 2) |

### Leichtathletik
Jungen
- Addis Wong
110 m Hürden: Bronze

### Reiten
- Edgar Fung
Springen Einzel: DNS
Springen Mannschaft: 6. Platz (im Team Asien)

### Rudern
Jungen
- Wong Wai Chun
Einer: 13. Platz

### Schwimmen
- 4 × 100 m Freistil Mixed: 14. Platz
4 × 100 m Lagen Mixed: 15. Platz

| Mädchen - Tinky Ho 100 m Freistil: 29. Platz 200 m Freistil: 18. Platz 400 m Freistil: 14. Platz 800 m Freistil: 17. Platz - Natalie Kan 50 m Rücken: 12. Platz 100 m Rücken: 24. Platz 100 m Brust: 37. Platz 200 m Brust: 32. Platz 50 m Schmetterling: 21. Platz 100 m Schmetterling: 7. Platz 200 m Lagen: 23. Platz | Jungen - Marcus Mok 100 m Rücken: 24. Platz 200 m Rücken: 23. Platz 50 m Brust: 28. Platz 100 m Brust: 21. Platz 200 m Brust: 13. Platz 200 m Lagen: 16. Platz - Nicholas Owen Lim 50 m Schmetterling: 17. Platz 100 m Schmetterling: 22. Platz 200 m Schmetterling: 19. Platz |

### Segeln
| Mädchen - Mak Cheuk Wing Windsurfen: 8. Platz | Jungen - Leung Pui Hei Windsurfen: 13. Platz |

### Tischtennis
Mädchen
- Karisa Lee
Einzel: 9. Platz
Mixed: 25. Platz (mit Nathael Hamdoun  Tunesien)

### Triathlon
| Mädchen - Lo Ho Yan Einzel: 27. Platz Mixed: 14. Platz (im Team Welt 1) | Jungen - Hung Tik Long Einzel: 28. Platz Mixed: 13. Platz (im Team Asien 2) |